# Auguste Fernbach
Auguste Fernbach est un biologiste français, né le 2 mars 1860 à Paris et mort le 26 janvier 1939 à Paris.

## Biographie
Du fait de la guerre de 1870, son père, professeur de lettres et de langues vivantes, emmène sa famille à Londres où le jeune Auguste Fernbach apprend l'anglais.
Auguste Fernbach a débuté comme préparateur à la Faculté des Sciences en 1880 à l'école municipale Jean-Baptiste Say avant d'intégrer l'Institut Pasteur comme préparateur dans le laboratoire d'Émile Duclaux en 1887,. Professeur à la Faculté de sciences de Paris, il est le fondateur des Annales de la brasserie et de la distillerie (1898-1934), membre de l'Académie d'agriculture, section des sciences physico-chimiques. À partir de 1900, il dirige le Service des Fermentations et l'École de Brasserie de l'Institut Pasteur (jusqu'en 1935),. Il collabore avec les Britanniques Edward Strange et William Perkin pour la mise au point en 1910 d'un nouveau procédé de fermentation à base de produits amylacées (céréales, pommes de terre) conduisant à la production d'importantes quantités d'acétone et de butanol grâce à une souche de la bactérie Clostridium acetobutylicum : c'est la fermentation acétobutylique,. Il forme sur cette technique un de ses stagiaires dénommé Chaïm Weizmann qui améliorera le système à son retour en Angleterre puis deviendra le futur premier président de l'état d'Israël.

Flacon de Fernbach.

Auguste Fernbach meurt le 26 janvier 1939. Le professeur Gabriel Bertrand, membre de l'Institut, prononce une allocution lors de ses obsèques qui se déroulent le 29 janvier 1939.
Un récipient de laboratoire en verre avec un col rétréci, utilisé pour les fermentations microbiennes qui nécessitent une grande surface de substrat liquide, porte son nom.